# Sven M. Hellinghausen
Sven Markus Hellinghausen (* 19. April 1975 in Altenkirchen) ist ein deutscher Dirigent und Komponist.

## Leben
Hellinghausen schreibt Orchester- und Chorwerke verschiedener Gattungen. Sein Schwerpunkt liegt auf sinfonischen Klangbildern, die von Orchestern gespielt werden. Ein Höhepunkt ist die Franziskusmesse, die zum 80. Geburtstag von Papst Franziskus komponiert und in einer Zusammenarbeit des Landesmusikverbandes und Landeschorverbandes Rheinland-Pfalz im Petersdom aufgeführt wurde.
Er ist Dirigent und Organisator des internationalen Orchesterprojektes German Winds und veröffentlicht international unter dem Pseudonym „Kane McLean“ Orchestermusik für sinfonisches Blasorchester. Im Januar 2023 wurde er von den Scots Guards für seine Komposition „The Duke of Edinburgh“ als Sieger des internationalen Kompositionswettbewerbs ausgezeichnet.

## Werke

### Sinfonische Klangbilder
- Rhenus I-III: Eine sinfonische Trilogie über den Rhein
  - Rhenus 1: Der junge Alpenbach (Von der Quelle bis zum Rheinfall)
  - Rhenus 2: Der Rhein im Spannungsfeld von Industriefluss und Burgenromantik (Vom Rheinfall bis Koblenz)
  - Rhenus 3: Die Mündung in die Nordsee (Von Koblenz bis Noordvijk)
- Die Geisterwiege – The tale of Llancaiach Fawr Manor
- Greyfriars Bobby – The story of unconditional love
- Raiffeisen
- Felton Memories (Kane McLean)
- The Royal Mile (Kane McLean) gewidmet der Stadt Edinburgh[1]
- Music4all – A Festive Jubilee
- Arethousa (Kane McLean) gewidmet der Stadt Heraklion (Kreta)[2]
- The Duke of Edinburgh (Kane McLean) gewidmet HRH Prince Philip
- Canticle of the sun (Kane McLean) gewidmet Massimo Fusarelli[3]
- La cité des violettes (Kane McLean) für die Stadt Tourrettes-sur-Loup (Côte d’Azur)
- Celtic Prayer (Kane McLean) gewidmet der Realschule Plus Lahnstein
- Lindisfarne (Kane McLean) gewidmet Stephen Ebor, Erzbischof von York[4]

### Märsche
- General Marceau.[5][6] Gewidmet der Stadt Altenkirchen zum 700. Stadtjubiläum im Jahr 2014
- Graf Hatzfeldt.[7] Gewidmet dem Fürstenhaus Hatzfeldt 2016
- Gruß aus dem Wisserland.[8] Gewidmet der Stadt Wissen im Westerwald 2015
- Musikantenlust
- Alnwick Castle (Kane McLean) gewidmet Alnwick Playhouse Concert Band (Kane McLean)[9]
- Marsch der Ubootfahrer.[10] Gewidmet 1. Ubootgeschwader und Stadt Eckernförde
- Mainau-Marsch (Kane McLean) gewidmet der Insel Mainau und der Familie Bernadotte
- Marquis des Baux[11] (Kane McLean) gewidmet  dem Fürstenhaus Monaco und der Familie Grimaldi, übergeben in der monegassischen Botschaft in Berlin 2022[12]
- Horrido Schützenmarsch[13] gewidmet dem Schützenverein Leuzbach-Bergenhausen e.V. zum 100. Jubiläum 2024

### Kirchenmusik
- Franziskusmesse (für Orchester und Chor) Uraufführung 2017 im Petersdom zu Rom[14][15] Die Messe gliedert sich in die Messgesänge Kyrie, Gloria, Sanctus, Benedictus und Agnus Dei und ist ursprünglich geschrieben für einen achtstimmigen gemischten Chor mit Solist (Tenor) und sinfonischem Blasorchester.
- Psalm 96 (Chor) (für die „London Concord Singers“ im Rahmen des Kompositionswettbewerbes 2016)
- Festlicher Advent
- Was mein Gott will. Für vierstimmigen Frauenchor. Rotal-Musikverlag, Netphen 2002
- Ave Maria (Kane McLean)

### Weltliche Chormusik
- Huhn und Karpfen. Für dreistimmigen Frauenchor. Rotal-Musikverlag, Netphen 2002

### Unterhaltungsmusik
- Nicht allein. Musik und Text. Musikvideo mit Pater Manuel 2023[16]
- Licht. Musik und Text. Musikvideo mit Pater Manuel 2023[17]

## Preise und Auszeichnungen
- 2022: 1. Preis beim internationalen Kompositionswettbewerb der Scots Guards in London[18][19][20][21]